# الردة في الإسلام حسب البلد
يتناول هذا المقال أوضاع المسلمين السابقين (الذين تركوا الإسلام)، سواء المؤكدة حالاتُ ردتهم أم المشتبه بها، في كل دولة على حدة.  للحصول على شرح عام للمعنى الديني والقانوني لمفهوم الردة عن الإسلام وتبعاتها، يُرجى مراجعة مقالة «الردة في الإسلام» ولمعرفة وجهات النظر الاجتماعية حول المسلمين السابقين، يُرجى مراجعة مقالة «المسلمون السابقون». للاطلاع على منظمات المسلمين السابقين التي أسسها المسلمون السابقون أنفسهم، يُرجى مراجعة مقالة «قائمة منظمات المسلمين السابقين».
يختلف وضع المرتدين عن الإسلام بشكل ملحوظ بين الدول ذات الأغلبية المسلمة والأقليات المسلمة. يعد «أي عنف ضد الذين يتركون الإسلام غير قانوني» في بلدان الأقليات المسلمة، إلا أن العنف الديني أصبح «مُمأسسًا» في بلدان الأغلبية المسلمة، إذ يعيش «المئات والآلاف من المرتدين المستترين في خوف من العنف، ويضطرون إلى عيش حياة شديدة الازدواجية ويعانون من الإجهاد النفسي» (على الأقل في عام 2007).

## أفغانستان
تنص المادة 130 من الدستور الأفغاني على أن تطبق المحاكم أحكام الفقه السني الحنفي على جرائم الردة عن الإسلام. تتطلب المادة 1 من قانون العقوبات الأفغاني معاقبة جرائم الحدود وفقًا للفقه الديني الحنفي. يفرض الفقه الحنفي السائد، بإجماع علماء المذهب، عقوبة الإعدام على جريمة الردة. يمكن للمرتد أن يتجنب الملاحقة القضائية و/أو العقوبة إذا اعترف بارتكاب خطأ الردة وعاد إلى الإسلام. يمكن أيضًا -إضافة إلى حكم الإعدام- تجريد المتهمين من كافة ممتلكاتهم وأمتعتهم، ويعد زواج الفرد ملغيًا وفقًا للفقه السني الحنفي. عدّ تنظيم القاعدة الولايات المتحدة دولة مرتدة رائدة.
داهمت الشرطة في فبراير 2006 منازل الأفغان المتحولين إلى المسيحية، واعتُقلوا في الشهر التالي وسُجنوا. اتُهم عبد الرحمن الذي «عاش خارج أفغانستان لمدة 16 عامًا والذي تحول إلى المسيحية أثناء إقامته في ألمانيا» بالردة وهُدد بعقوبة الإعدام، وأثارت قضيته احتجاجات دولية من العديد من الدول الغربية. أُسقطت التهم الموجهة إلى عبد الرحمن لأٍسباب تقنية باعتباره «غير سليم عقليًا» للمثول للمحاكمة (الإعفاء من الإعدام بموجب قانون الشريعة) من قبل المحكمة الأفغانية بعد تدخل الرئيس حامد كرزاي. أطلق سراحه وغادر البلاد بعد أن عرضت عليه الحكومة الإيطالية اللجوء السياسي.
هُدد أفغاني آخر ارتد عن الإسلام -سيد موسى- بالسجن مدى الحياة بتهمة الردة، لكنه قضى عدة أشهر في السجن، وأُطلق سراحه في فبراير 2011، بعد «أشهر من الدبلوماسية الهادئة» بين الحكومتين الأمريكية والأفغانية. أُطلق سراحه «فقط بعد موافقته النهائية على العودة إلى الإسلام» وفقًا لأحد كبار المدعين الأفغان، ولم يعرف مكان وجوده بعد إطلاق سراحه، وقالت زوجته إنها «لم تسمع خبرًا منه».
اعتُقل شعيب أسد الله في أكتوبر 2010 «بعد أن زُعم أنه أعطى نسخة من الإنجيل لصديق» وأُطلق سراحه في مارس 2011 وغادر أفغانستان.
كتب مدرس جامعي علماني من ولاية غزني يُدعى جاويد مقالًا ينتقد فيه حركة طالبان باللغة الإنجليزية، وحاولت حركة طالبان اعتقاله، لكنه قرر وزوجته مارينا، وهي مذيعة تلفزيونية أفغانية معروفة، الفرار إلى هولندا. تُرجم المقال إلى الباشتو في عام 2014 من قبل صهر أمير الحرب النافذ غلبدين حكمتيار، ما أدى إلى ضجة على وسائل التواصل الاجتماعي مع العديد من الاتهامات بالردة وتهديدات بالقتل موجهة إلى جاويد، ومظاهرة عامة كبيرة في كابول تطالب بإعدامه.
سُجل حديث الطالب الملحد والمسلم سابقًا مريد عزيز البالغ من العمر 21 عامًا أواخر عام 2015، من قبل حبيبته السابقة شوغوفا، إذ انتقد الإسلام وتوسل إليها أن «تتخلى عن الظلمة وتعتنق العلم». تطرفت شوغوفا أثناء دراستها الشريعة، وشغلت التسجيل في مسجد أثناء صلاة الجمعة، وتعرض عزيز بعد ذلك لضغوط كبيرة من عائلته للتراجع عن تصريحاته، واختبأ قبل وقت قصير من ظهور مجموعة من الرجال الغاضبين المسلحين ببنادق كلاشينكوف عند منزله. هرب بعد ثلاثة وعشرين يومًا عبر عدة دول وانتهى به المطاف في هولندا حيث حصل على الإقامة الدائمة في 30 مايو 2017.

### غير دستوري
ذبح متمردو طالبان في أغسطس 1998 حوالي 8000 شخص معظمهم من الشيعة الهزارة غير المقاتلين في مزار شريف في أفغانستان. وُصفت المذبحة بأنها عمل انتقامي وفي نفس الوقت شكل من أشكال التكفير تجاه الهزارة الشيعة، بعد أن طالب قائد القوات في طالبان والحاكم الجديد ملا نيازي بالولاء، لكنه صرح أن: «الهزارة ليسوا مسلمين، بل شيعة، وهم كفار. لقد قتل الهزارة قواتنا هنا، وعلينا الآن أن نقتل الهزارة. إما أن تقبل أن تكون مسلمًا أو تغادر أفغانستان».

## الجزائر
ينظم الدستور الجزائري حرية الدين، وينص على أن الإسلام السني هو دين الدولة. وجد مركز بيو للأبحاث في عام 2010 أن 97.9% من الجزائريين مسلمين، و1.8% غير متدينين، والنسبة المتبقية 0.3% كانوا من أتباع الديانات الأخرى.
يتبع الأطفال دين آبائهم بموجب القانون، حتى لو ولدوا في الخارج وكانوا مواطنين في بلد ميلادهم (ذو الأغلبية غير المسلمة). يُلزم كل طفل جزائري بدراسة الإسلام كشرط في كل من المدارس العامة والخاصة، بغض النظر عن دينه. ألغى الإصلاح التعليمي لعام 2006 «العلوم الإسلامية» من شهادة البكالوريا، إلا أن الدراسات الإسلامية إلزامية في المدارس العامة في المرحلة الابتدائية تليها دراسات الشريعة في المرحلة الثانوية. أُعرب عن مخاوف من أن طلبات الطلاب المتدينين من غير المسلمين بالانسحاب من هذه الفصول قد تؤدي إلى التمييز.
لا يجوز للمرأة المسلمة الزواج من رجل غير مسلم (قانون الأسرة الجزائري I.II.31)، ولا يجوز للرجال المسلمين الزواج من نساء من جماعات دينية غير توحيدية. نص قانون الأسرة قبل تعديلات 2005 على اعتبار الزواج باطلًا وملغيًا إذا ثبت أن أحد الزوجين «مرتد» عن الإسلام (قانون الأسرة I.III.32). أُزيل مصطلح «مرتد» مع التعديلات، لكن أولئك الذين اعتُبروا كذلك لم يتمكنوا من الحصول على أي ميراث (قانون الأسرة III.I.138).
يستقر معظم الأشخاص الذين ليس لديهم انتماء ديني بشكل خاص في منطقة القبائل (منطقة ناطقة باللغة القبائلية) حيث يُتسامح معهم بشكل عام ويُدعمون أحيانًا. يُنظر إلى الموسيقي والعلماني والناشط الأمازيغي في الحقوق المدنية وحقوق الإنسان لونس معتوب، والذي اغتيل عام 1998، على نطاق واسع كبطل في منطقة القبائل رغم -أو بسبب- عدم تدينه. يضطر غير المتدينين في معظم المناطق الأخرى من البلاد إلى أن يكونوا أكثر حذرًا، إذ يتظاهرون أنهم مسلمين متدينين لتجنب العنف والإعدام التعسفي.
يُطبق قانون «التجديف» بصرامة وعلى نطاق واسع. يعاني معظم الأشخاص غير المتدينين من تحجيم حضورهم في المجال العام. تغيب القوانين التي تستهدفهم مباشرة، ويُرجح أن يواجه غير المؤمنين -مقارنةً مع المؤمنين بغير الإسلام- تحيزًا أكبر تجاه معتقداتهم. تقتضي عقوبة جريمة «التجديف» بالسجن مدة أقصاها خمس سنوات، وتُفسر القوانين على نطاق واسع.
اعُتقل العديد من الأشخاص بموجب قوانين التجديف في السنوات القليلة الماضية لعدم امتثالهم لفريضة صيام شهر رمضان، رغم انه لا يعد شرطًا بموجب القانون الجزائري. يتعرض غير الصائمين لمضايقات متكررة من قبل الشرطة والمجتمع المدني. يُحتمل أن يتعرض من تخلوا عن الإسلام للسجن أو الغرامات أو الإكراه على اعتناق الإسلام مجددًا.